# Quốc kỳ Anh
Quốc kỳ Anh (tiếng Anh: Flag of England) là một trong những lá cờ có lịch sử rất lâu đời ở châu Âu và trên thế giới. Lá cờ có nền màu trắng và 2 dải đỏ ngang và dọc cắt nhau ở trung tâm lá cờ tạo thành hình chữ thập.
Lá cờ này hiện nay chỉ được dùng chính thức để biểu trưng cho nước Anh- một phần nhỏ trong Đại Anh (Great Britain) và Vương Quốc Liên hiệp Anh và Bắc Ireland (United Kingdom).

## Quốc kỳ Vương Quốc Liên hiệp Anh và Bắc Ireland
Quốc kỳ Vương Quốc Liên hiệp Anh và Bắc Ireland (Tiếng Anh là United Kingdom) là lá cờ để biểu trưng cho toàn bộ lãnh thổ của Anh (England), Scotland, xứ Wales và một phần lãnh thổ phía Bắc của Ireland. Lá cờ này có 3 màu (Xanh dương, Đỏ và Trắng) và dường như nó là sự kết hợp của lá cờ Anh với các quốc gia trong Liên Hiệp.
Do Luân Đôn vừa là thủ đô của Anh cũng vừa là thủ đô chính của Vương Quốc Liên hiệp Anh và Bắc Ireland nên cả hai lá cờ đều được sử dụng để nói về nước Anh.
- Ý nghĩa: Mỗi chữ thập tiêu biểu cho vị thánh thủ hộ (trông nom) của mỗi vùng đất nêu trên: Chữ thập ở giữa là cờ của Anh - biểu tượng của thánh George. Dấu chéo trắng và nền xanh là cờ của Scotland - biểu tượng của thánh Andrew. Dấu chéo màu đỏ là cờ của Ireland - biểu tượng của thánh Patrick.

Lá cờ Scotland

Lá cờ Vương Quốc Liên hiệp Anh và Bắc Ireland (United Kingdom)

Lá cờ xứ Wales